# Region graniczny Bannu
Region graniczny Bannu (paszto: بنو سرحدي سيمه) – region graniczny w zachodnim Pakistanie na obszarze Terytoriów Plemiennych Administrowanych Federalnie. W 1998 roku liczył 19 593 mieszkańców.